# Bord Gàis Challenge Tournament
Il Bord Gáis Challenge Tournament è stato un triangolare amichevole di calcio tenutosi a Dublino dal 17 al 19 luglio 1992. L'evento sportivo fu organizzato dalla Bord Gáis Energy (azienda fornitrice di gas ed elettricità), sponsor del campionato irlandese di calcio negli anni novanta (Bord Gáis League Premier Division).
A questa competizione parteciparono gli inglesi del Manchester City, gli scozzesi del Celtic e una selezione composta da giocatori del campionato irlandese di Premier Division (Bord Gais League Stars). Tutte le partite vennero disputate al Tolka Park, stadio di proprietà dello Shelbourne. Al termine della manifestazione, la squadra vincitrice fu il Celtic.
Quella del 1992 risulta l'unica edizione del torneo. Dal 1993 al 1996 furono organizzate solo manifestazioni a partita singola, tra una selezione irlandese ed un'altra straniera, di solito inglese.

## Risultati
| P | Squadra                | Partite | V | N | P | GF | GS | Diff. reti | Punti |
| - | ---------------------- | ------- | - | - | - | -- | -- | ---------- | ----- |
| 1 | Celtic                 | 2       | 2 | 0 | 0 | 8  | 1  | +7         | 4     |
| 2 | Manchester City        | 2       | 1 | 0 | 1 | 4  | 3  | +1         | 2     |
| 3 | Bord Gàis League Stars | 2       | 0 | 0 | 2 | 0  | 8  | -8         | 0     |

| Dublino 17 luglio 1992 | Bord Gàis League Stars | 0 – 5 | Celtic | Tolka Park |

| Dublino 18 luglio 1992 | Manchester City | 3 – 0 | Bord Gàis League Stars | Tolka Park |

| Dublino 19 luglio 1992 | Celtic | 3 – 1 | Manchester City | Tolka Park |